# Казимировский, Соломон Савельевич
Семён (Соломон) Савельевич Казимировский (бел. Сямён (Саламон) Савельевіч Казіміроўскі; 28 апреля 1915, Бобруйск — 31 декабря 2011) — советский театральный режиссёр. Заслуженный деятель искусств Белорусской ССР (1973).

## Биография
Окончил Государственный институт театрального искусства в Москве (1940). Участник Великой Отечественной войны. В 1940—1941 режиссёр, в 1967—1975 главный режиссёр Белорусского театра имени Я. Коласа в Витебске.
Работал режиссёром Дагестанского русского театра, Иркутского драматического театра (с 1978), главным режиссёром Иркутского ТЮЗа (1953—1957), главный режиссёром Русского театра драмы Дагестанской АССР (1957—1959). Был главным режиссёром Красноярского драматического театра имени А. С. Пушкина (1959—1963), Алма-Атинского русского театра драмы, Саратовского драматического тетра.

### Театральные постановки
- «Наши дни» С. Герасимова (1940)
- «Лекарь поневоле» Мольера (1940)
- «Зыкавы» М. Горького (1968)
- «Слуга двух господ» К. Гольдони (1969)
- «Трибунал» А. Макаёнка (1970)
- «Много шума из ничего» У. Шекспира (1971)
- «Пучина» А. Островского (1972)
- «Доктор философии» Б. Нушича (1972)
- «Снежные зимы» И. Шемякина (1972)
- «Униженные и оскорблённые» Ф. Достоевского (1973)
- «Мамаша Кураж и её дети» Б. Брехта (1976)